# Mallika Sengupta
Mallika Sengupta (Bengali মল্লিকা সেনগুপ্ত, 1960 – 28. Mai 2011) war eine bengalische Autorin und Feministin.

## Biographie
Mallika Sengupta begann 1981 mit dem literarischen Schreiben und veröffentlichte insgesamt elf Gedichtbände, zwei Romane und eine Reihe von Essays. Einige ihrer Gedichte wurden ins Englische übertragen. Sie edierte eine Anthologie mit Gedichten von Frauen aus Bengalen. Darüber hinaus lehrte sie Soziologie am Maharani Kasiswari College, das mit der University of Calcutta zusammenarbeitet. Sie war dort Fachbereichsleitung. Weiterhin war sie Herausgeberin für Lyrik bei dem Magazin Sananda. Bei Lesungen auf Poesie- und Literaturfestivals trat Mallika Sengupta unter anderem in Schweden, Österreich, den Vereinigten Staaten von Amerika und Bangladesch auf.
Mallika Sengupta wurde mehrfach für ihr Schreiben ausgezeichnet. So erhielt sie 1998 den Sukanto Puroskar der Regierung von Westbengalen. Zwischen 1997 und 1999 hatte sie ein Stipendium für Literatur der Regierung Indiens. 2004 erhielt sie den Bangla Academy award, der ebenfalls von der Regierung Westbengalens vergeben wird.
Als Feministin und politische Aktivistin gründete Mallika Sengupta unter anderem das Forum Aloprithivi, in dem sich auch weitere Künstler und Schriftsteller engagieren. Auf dieser Plattform soll es marginalisierten Frauen mit den künstlerischen Ausdrucksformen Lyrik, Theater und Musik ermöglicht werden, Bewusstsein für ihre Lage schaffen.
In ihrem Schreiben verband Mallika Sengupta künstlerischen Anspruch mit gesellschaftlichem Engagement. Ihre Stimme gilt als stark und eindeutig und sie wird gelegentlich mit Taslima Nasrin verglichen.
Neben Mandakranta Sen gilt sie als eine der bengalischsprachigen Dichterinnen Indiens, die in den Jahrzehnten um den Jahrtausendwechsel mit einer feministischen Agenda auf sich aufmerksam machten und gegen den patriarchalen Diskurs anschrieben.
Der Ehemann von Mallika Sengupta, Subodh Sarkar war ebenfalls Lyriker. Das Ehepaar hatte einen Sohn. Mallika Sengupta starb am 28. Mai 2011 in ihrem Haus an Krebs.

## Veröffentlichungen

### Lyrik
- Challish Chander Ayu, Virus publication, 1983
- Ami Sindhur Meye, Prativas publication, Kolkata, 1988
- Haghare O Debdasi, Prativas publication, Kolkata, 1991
- Ardhek Prithivi, Ananda Publishers, Kolkata, 1993, ISBN 81-7215-247-7
- Meyeder Aa Aaa Ka Kha, Prativas publication, Kolkata, 1998
- Kathamanabi, Ananda Publishers, Kolkata, 1999, ISBN 81-7215-915-3
- Deoyalir Rat, Patralekha, Kolkata, 2001
- Amra Lasya Amra Ladai, Sristi Prakashani, Kolkata, 2001 Buchauszug (2 Übersetzungen in das Englische)
- Purushke Lekha Chithi, Ananda Publishers, Kolkata, 2003, ISBN 81-7756-286-X Book Buchauszug (1 Gedicht online)
- Chheleke History Parate Giye, Ananda Publishers, Kolkata, 2005
- Shrestha Kabita, Kolkata, Dey's Publication, 2005
- Aamake Sariye Dao Valobasa, Ananda Publishers, Kolkata, 2006, ISBN 81-7756-573-7
- Purusher Janyo Eksho Kabita, Deep Prakashan, Kolkata, 2007
- O Janemon Jibananada, Banolata Sen Likhchhi, Kolkata, Ananda Pub. 2008
- Brishtimichhil Barudmichhil, Kolkata, Ananda Pub. 2010

### Romane
- Seetayan, Ananda Publishers, Kolkata, 1995, ISBN 81-7215-618-9
- Sleelatahanir Pare, Ananda Publishers, Kolkata, 1996, ISBN 81-7215-713-4
- Kabir Bouthan, Ananda Publishers, Kolkata, 2011, ISBN 978-81-7756-977-3

### Fachbücher
- Strilinga Nirmana, Ananda Publishers, Kolkata, 1994, ISBN 81-7215-368-6
- Purush Noi Purushtantra, Vikash Grantha Bhavan, Kolkata, 2002
- Bibahabichchhinnar Akhyan, Banglar Samaj O Sahitye, Kolkata, Papyrus, 2007